# Licor 43

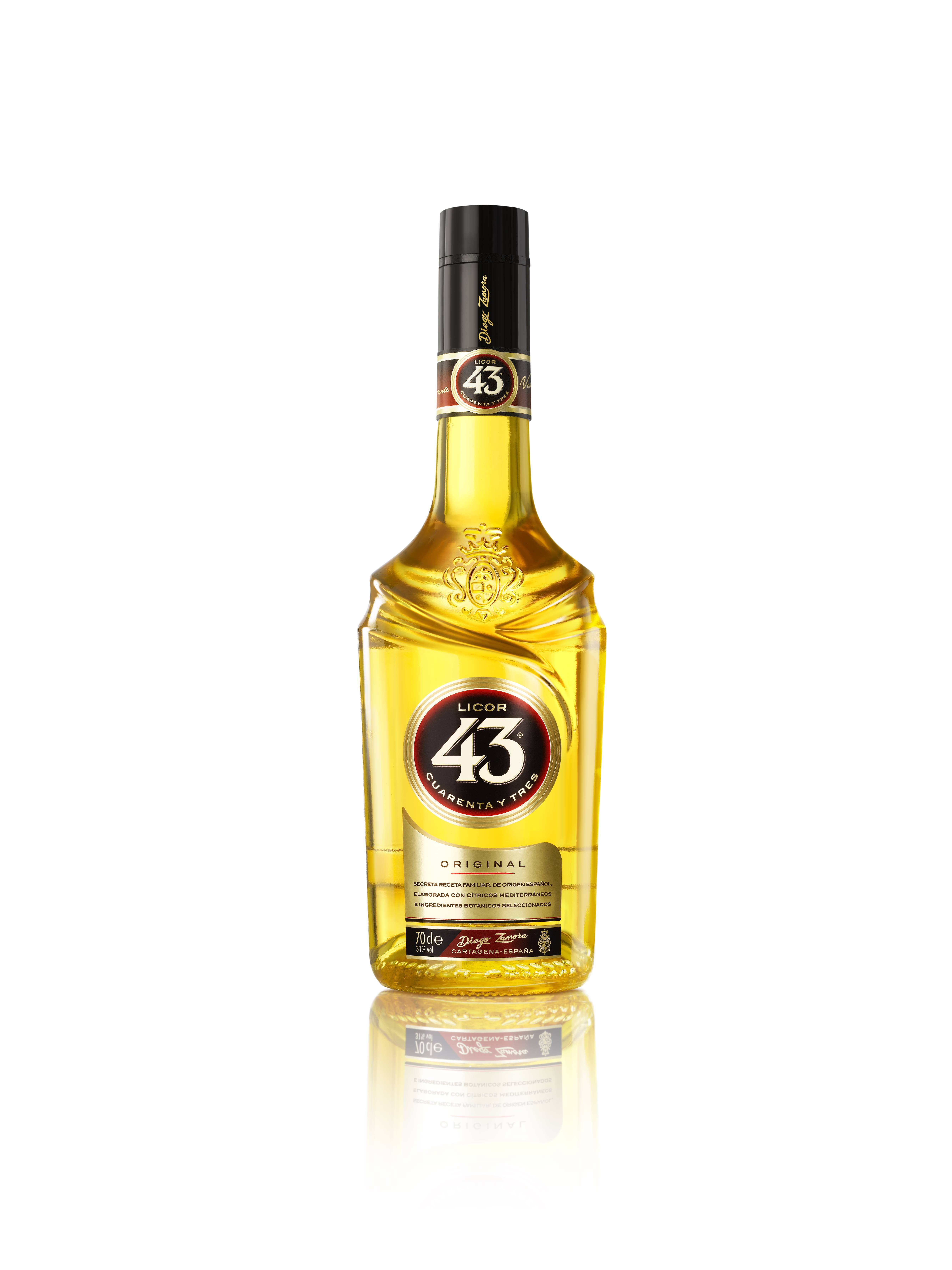
Licor 43

Licor 43 (ofta kallad Cuarenta Y Tres) är en gul spansk likör. Den är gjord av citrus och fruktjuicer, smaksatt med vanilj och andra aromatiska örter och kryddor, totalt 43 olika ingredienser (därav namnet).